# 6478 Gault
6478 Gault (1988 JC1) là một tiểu hành tinh vành đai chính được phát hiện ngày 12 tháng 5 năm 1988 bởi C. S. Shoemaker và E. M. Shoemaker ở Palomar.